# Kiwai
Pour les articles homonymes, voir Kiwai (homonymie).
Kiwai est une île de Papouasie-Nouvelle-Guinée, située sur la côte du golfe de Papouasie, au sud de l'île de Nouvelle-Guinée.

## Géographie
L'île est située dans le delta du fleuve Fly, dont elle est la première île en superficie avec 359 km2. Administrativement, l'île dépend du district de South Fly dans la province de l'Ouest (région Papouasie).
L'île a une longueur d'environ 48 kilomètres (30 miles) pour une largeur moyenne de 4 kilomètres (2,5 miles), et une altitude de quelques mètres seulement.

## Population
L'île était habitée par quelques 2 000 personnes au recensement de l'an 2000, qui parlent le Kiwai du sud, de la famille des langues kiwaianes parlées principalement sur les côtes du golfe de Papouasie.